# Valentina Sjevtsjenko (vechtsportster)
Valentina Sjevtsjenko (Bisjkek, 7 maart 1988) is een Kirgizisch-Peruviaans MMA-vechtster. Ze was van 8 december 2018 tot 4 maart 2023 wereldkampioen vlieggewicht (tot 57 kilo) bij de UFC. Daarnaast is ze meervoudig wereldkampioen kickboksen, K-1 en thaiboksen.

## Carrière
Sjevtsjenko begon als kind met taekwondo. Vanuit die sport stapte ze in haar tienertijd over naar thaiboksen en kickboksen. Ook nadat ze in 2003 debuteerde in MMA, bleef ze daarnaast actief in die disciplines. Zo won ze in de periode 2003-2015 achttien wereldtitels bij verschillende kickboks-, K-1- en thaiboksorganisaties. In die periode ontstond ook een jarenlange rivaliteit met Joanna Jędrzejczyk, die ze in verschillende takken van sport tegenkwam in het strijdperk.
Sjevtsjenko won van april 2003 tot en met maart 2006 haar eerste zeven MMA-gevechten allemaal. Ze besliste deze wedstrijden stuk voor stuk voortijdig, door technische knock-outs (TKO), verwurgingen en een armklem. Liz Carmouche bracht haar op 30 september 2010 haar eerste nederlaag toe. De ringdokter verbood haar die dag om nog verder te vechten. Sjevtsjenko won daarna weer vier partijen op rij en debuteerde in december 2015 bij de UFC. Ze won toen op basis van een split decision van Sarah Kaufman.
Sjevtsjenko kreeg in maart 2016 in haar tweede partij bij de UFC voor het eerst te maken met Amanda Nunes. Ze verloor na drie volle ronden van vijf minuten op basis van een unanieme jurybeslissing. Na daaropvolgende overwinningen op voormalig UFC-kampioen bantamgewicht (tot 61 kilo) Holly Holm en Julianna Peña, mocht Sjevtsjenko het in september 2017 opnieuw opnemen tegen Nunes. Deze keer in een titelgevecht om het kampioenschap tot 61 kilo. Nunes won opnieuw, ditmaal middels een split decision.

### UFC-kampioen
Sjevtsjenko keerde terug naar het vlieggewicht en versloeg Priscila Cachoeira (verwurging). De UFC gaf haar vervolgens de kans om met Jędrzejczyk uit te maken wie de nieuwe UFC-kampioen vlieggewicht werd. Die titel was vacant omdat Nicco Montaño die in september 2018 gedwongen moest afstaan. Nadat de twee het op 8 december 2018 vijf volle ronden van vijf minuten tegen elkaar opnamen, wees de jury Sjevtsjenko unaniem aan als nieuwe kampioen. Ze verdedigde haar titel in juni 2019 voor het eerst door Jessica Eye aan het begin van de tweede ronde van hun partij met een schop naar het hoofd knock-out te trappen. Sjevtsjenko slaagde er in augustus 2019 in om voor de tweede keer haar titel te verdedigen. Ze moest daarvoor de volle vijf ronden volmaken tegen Liz Carmouche. De jury besliste daarna dat ze die ook alle vijf had gewonnen. Sjevtsjenko won in februari 2020 ook haar derde titelverdediging. De scheidsrechter stopte haar gevecht tegen Katlyn Chookagian na iets meer dan een minuut in de derde ronde, toen haar opponente zich amper meer in staat toonde om iets terug te doen tegen de klappen van Sjevtsjenko (TKO). Sjevtsjenko versloeg daarna ook Jennifer Maia, Jessica Andrade, Lauren Murphy en Taila Santos en kwam zo tot zeven titelprolongaties. Ze verloor op 4 maart 2023 haar kampioensriem aan Alexa Grasso. De Mexicaanse nam Sjevtsjenko die dag in de vierde ronde van hun partij in een nekklem waar ze niet meer uitkwam. Daarmee moest Sjevtsjenko voor het eerst in haar MMA-carrière aftikken en kwam er een einde aan een ongeslagen reeks van negen gevechten.